# 卡塔琳娜·施拉特
卡塔琳娜·施拉特（德語：Katharina Schratt，1853年—1940年），奥地利女演员，作为奥地利皇帝法兰兹·约瑟夫一世的情妇、红颜知己成为“奥地利的无冕皇后”。

## 生平

### 演艺生涯

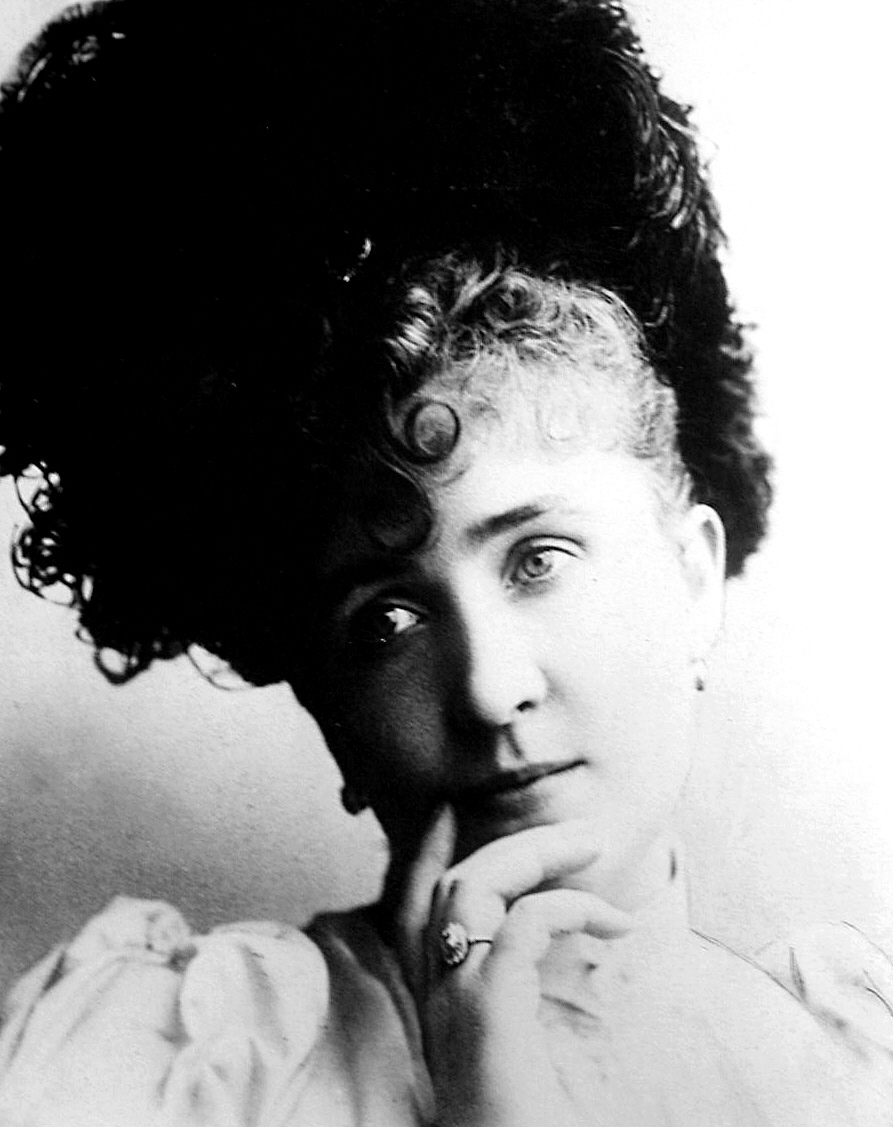
约1900年的卡塔琳娜·施拉特

1853年9月11日出生于奥地利巴登，是文具商人安东·施拉特（Anton Schratt）的独生女。家中还有两个比他年长的哥哥。从六岁起，她就对戏剧产生了兴趣。她的父母试图劝阻她不要成为一名演员，并将她送到科隆的一所寄宿学校，但这助长了她的野心。她最终获准在维也纳学习表演，并在17岁时于家乡首次亮相。
1872年，她加入了柏林音乐厅的剧团，在短时间内取得了相当大的成功。仅仅几个月后，她就在维也纳人的呼唤下离开了德国，加入了他们的城市剧院。她的表演使她成为维也纳最受欢迎女演员之一。
1879年，她与匈牙利大亨兼领事官员尼古劳斯·基斯·冯·伊特贝男爵（Nikolaus Kiss de Ittebe）结婚，并生下了儿子安东·基斯·冯·伊特贝。不久两人分居。
她在与剧院导演保罗·施伦瑟(Paul Schlenther)发生分歧后于1900年退休。

### 皇家情妇与红颜知己
1880年代初，施拉特在霍夫堡剧院的表演吸引了弗朗茨·约瑟夫一世，她应邀于1885年8月25日在克罗梅日什总主教宫为来访的俄罗斯沙皇亚历山大三世和玛丽亚·费奥多萝芙娜皇后表演。伊丽莎白皇后喜欢她，伊丽莎白皇后注意到自己的丈夫从早些时候就对她着迷了，这时候伊丽莎白就萌生了撮合他们的想法。
1886年，伊丽莎白立即将自己的想法付诸实践，让宫廷画家海因里希·冯·安杰利为施拉特画了一幅肖像。他决定将这幅肖像交给法兰兹·约瑟夫一世。5月21日，当弗朗茨·约瑟夫一世和伊丽莎白参观安杰利的工作室时，施拉特本人作为模特坐了下来。在伊丽莎白的积极支持下，两人开始了神秘的友谊。
在伊丽莎白于1898年被谋杀后，他们的关系仍然继续，但在1900年1月由于意见分歧有一次中断，直到1916年11月弗朗茨·约瑟夫一世去世。
她于1940年去世，享年86岁。她被安葬在维也纳。

## 出演影片
《牛的战争》(1920)